# Distretto di Rombo
Il distretto di  Rombo è un  distretto della Tanzania situato nella regione del Kilimangiaro. È suddiviso in 28 circoscrizioni (wards) e conta una popolazione di 275 314 abitanti (censimento 2022).

## Suddivisione amministrativa
Il distretto è diviso nelle seguenti circoscrizioni (wards), tra parentesi gli abitanti (censimento 2022):
1. Aleni (10 178)
2. Chala (5 856)
3. Holili (10 932)
4. Katangara/Mrere (10 912)
5. Kelamfua/Mokala (13 945)
6. Keni Aleni
7. Keni Mengeni
8. Kingachi (8 266)
9. Kirongo Samanga (15 327)
10. Kirwa Keni (7 330)
11. Kisale Msaranga (9 481)
12. Kitirima (12 751)
13. Kitirima Kingachi
14. Mahida (8 488)
15. Makiidi (8 735)
16. Mamsera (4 836)
17. Manda (3 634)
18. Marangu Kitowo (7 539)
19. Mengeni (8 567)
20. Mengwe (4 771)
21. Motamburu Kitendeni (4 793)
22. Mrao Keryo (7 127)
23. Nanjara (21 881)
24. Ngoyoni (4 042)
25. Olele (6 256)
26. Reha (7 898)
27. Shimbi (5 502)
28. Shimbi Kwandele (9 435)
29. Tarakea Motamburu (27 019)
30. Ubetu Kahe (20 954)
31. Ushiri/Ikuini (8 859)